# Frieda Steurs

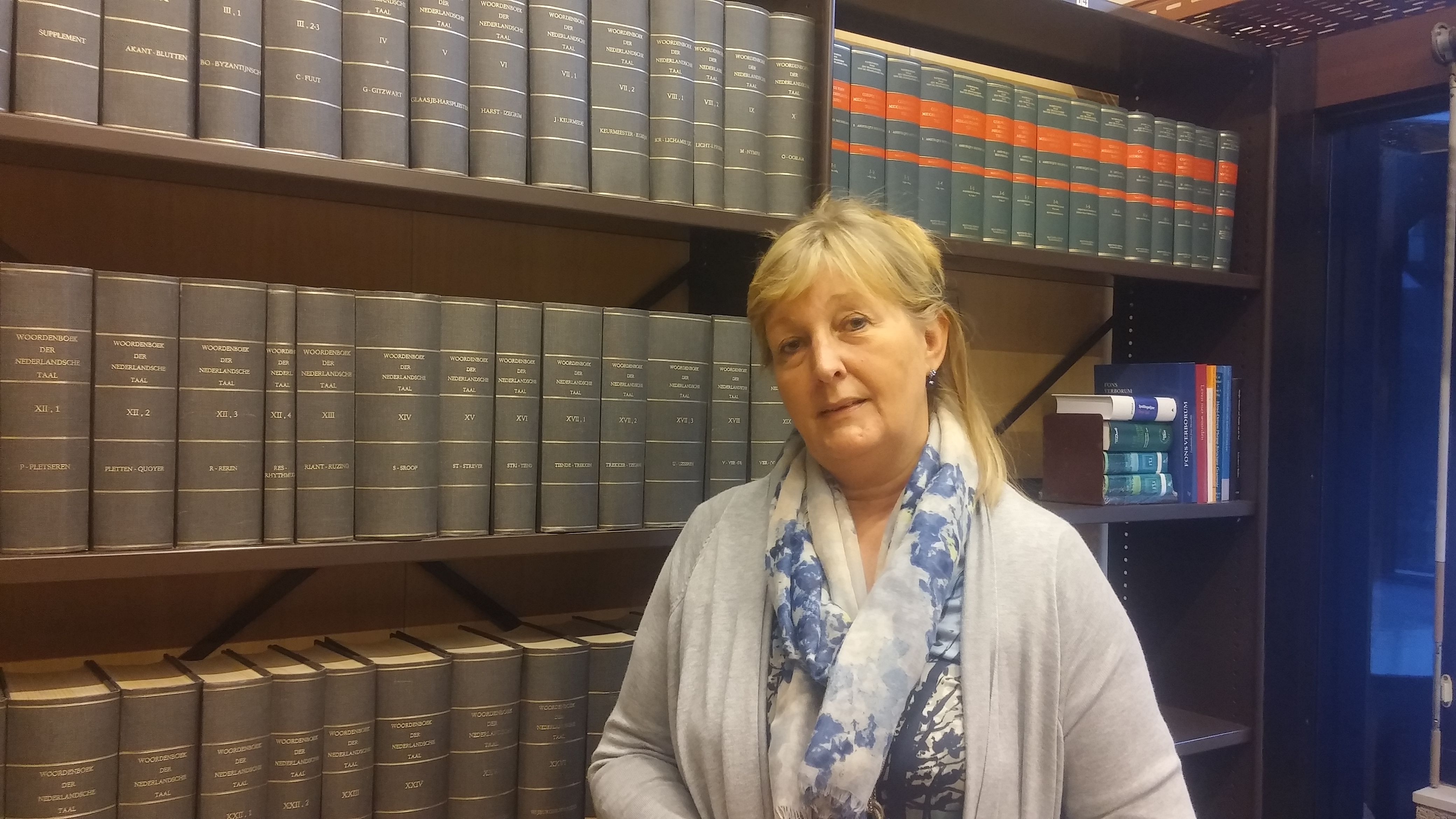
Frieda Steurs (2016)

Frieda Steurs (* 28. September 1958 in Reet, Belgien) ist eine belgische Sprach- und Übersetzungswissenschaftlerin, die sich besonders im Bereich der Terminologie und Lexikologie einen Namen gemacht hat. Sie ist Dekanin für den Fachbereich Sprache und Kommunikation an der niederländischsprachigen Universität KU Leuven in Belgien.
Sie ist Vorsitzende des Internationalen Terminologienetzes TermNet mit Sitz in Wien.

## Leben
Frieda Steurs hat an der KU Leuven Germanische Philologie (Niederländisch – Englisch) studiert und 1980 mit summa cum laude abgeschlossen. Ab 1982 arbeitete sie als Assistenzprofessorin und erwarb 1990 ihren Doktortitel in Allgemeiner Sprachwissenschaft. Sie arbeitet seit 1991 als Professorin für den Fachbereich Sprache und Kommunikation an der niederländischsprachigen KU Leuven, für den sie seit 2011 auch Dekanin ist. Zu ihren Unterrichtsfächern gehören Terminologie und Dokumentation, Medien und Übersetzen sowie Fachübersetzen in den Bereichen Technik und Wissenschaft.
Besonders im Bereich der Terminologie hat Frieda Steurs sich einen Namen gemacht. Sie war bereits Vorsitzende von NL-TERM (niederländische Terminologieorganisation für die Niederlande und Belgien) und CoTerm (offizielle Regierungsorganisation für Terminologie für Belgien und die Niederlande). Weiterhin hat sie seit 2000 den Vorsitz im TC37-Komitee des niederländischen Normierungsinstituts NEN inne. Außerdem ist sie seit 2003 Leiterin des Fachbereichs Übersetzen und Dolmetschen am Lessius University College und seit 2008 ist sie Vorsitzende des Internationalen Terminologienetzes TermNet. Auf der jährlich stattfindenden Generalversammlung der CIUTI repräsentiert sie zudem ihr Institut.
Sie hat bereits an zahlreichen Forschungsprojekten mitgewirkt und ist auch gegenwärtig in mehrere Projekte involviert. Dazu gehört TransCert, ein Projekt, das auf Initiative der Generaldirektion Übersetzen der Europäischen Kommission ins Leben gerufen wurde und zum Ziel hat, ein transnationales Zertifizierungssystem für Übersetzer zu entwickeln. Ihre Forschungsschwerpunkte liegen in den Bereichen Terminologie, Sprachtechnologie, Fachkommunikation, Fachübersetzen und Lokalisierung. In einem Interview bezeichnete sie Terminologie als essentiell für alle Aspekte der Kommunikation.
Frieda Steurs ist verheiratet und hat vier Kinder.

## Funktionen und Ämter
- Vorsitzende der Forschungsgruppe Sprache und Computer am Lessius University College (1998–2003)
- Ehemalige Vorsitzende von NL-TERM (2000–2002)
- Ehemalige Vorsitzende von CoTerm (2000–2007)
- Vorsitzende des TC37-Komitees des NEN (seit 2000)
- Leiterin des Fachbereichs Übersetzen und Dolmetschen am Lessius University College (seit 2003)
- Vorsitzende von TermNet (seit 2008)
- Dekanin des Fachbereichs Sprache und Kommunikation an der KU Leuven (seit 2011)

## Publikationen (Auswahl)
- Language technology and terminology training in the new Bachelor-Master programme for Translators and Interpreters. In: Proceedings of the conference Duo Colloquium on Translation and Meaning. 2006.
- Language and technology: partners in the new challenges for translator and interpreter training. In: B. Lewandowska-Tomaszczyk, M. Thelen (Hrsg.): Translation and Meaning. Hogeschool Zuyd, 2008.
- mit Hendrik Kockaert: A model of interaction between education, industry and government. Beitrag für Translation World. Lirias, 2009.
- mit M. Thelen (Hrsg.): Terminology in everyday life. Amsterdam/Philadelphia 2010.
- mit Hendrik Kockaert: Langages de modélisation: un profil UML personnalisé pour modeler les concepts et les définitions. In: C. Rute, C. Roche (Hrsg.): La définition en terminologie. L’Harmattan, Paris 2013.
- Translation politics and terminolgy in legal texts for better community networking. In: M. Forstner, H. Lee-Jahnke: Ciuti Forum 2012. Translators and interpreters as key actors in global networking. Peter Lang, 2013, S. 179–195.
- The language industry: growing partner in business and economy for world markets. In: Proceedings of the European Colloquium on Technical Communication 2012. tcworld, Stuttgart 2013.
- mit Hendrik Kockaert (Hrsg.): Handbook of terminology. John Benjamins, 2015, ISBN 978-90-272-5777-2.